# روسكو آتيس
روسكو آتيس (بالإنجليزية: Roscoe Ates)‏ مواليد 20 يناير 1895 في مسيسيبي، الولايات المتحدة - الوفاة 1 مارس 1962 في كاليفورنيا، الولايات المتحدة، هو ممثل وموسيقي وكوميدي وممثل مسرحي أمريكي بدأ مسيرته الفنية سنة 1929. امتدت مسيرته الفنية لأكثر من 32 عاما.

## أعماله
- سيمارون (فيلم)
- البطل (فيلم 1931)
- فريكس
- ذهب مع الريح (فيلم)

## روابط خارجية
- روسكو آتيس على موقع IMDb (الإنجليزية)
- روسكو آتيس على موقع ألو سيني (الفرنسية)
- روسكو آتيس على موقع أول موفي (الإنجليزية)
- روسكو آتيس على موقع قاعدة بيانات الأفلام السويدية (السويدية)
- روسكو آتيس على موقع إن إن دي بي (الإنجليزية)
- روسكو آتيس على موقع قاعدة بيانات الفيلم (الإنجليزية)
- روسكو آتيس على موقع كينوبويسك (الروسية)